# Deus Ainda É Brasileiro
Deus Ainda É Brasileiro é um futuro filme brasileiro de comédia dramática, dirigido por Cacá Diegues e concebido com ajuda do escritor Carlito Lima. É uma spin-off de Deus É Brasileiro, filme de 2003 baseado no conto "O Santo Que Não Acreditava em Deus", do escritor João Ubaldo Ribeiro. O roteiro do novo longa é assinado por Diegues, Rodrigo Lages, Geraldo Carneiro e Lima. O ator Antônio Fagundes volta para o papel de Deus, acompanhada de um novo elenco, entre eles Otávio Müller, Neusa Borges, Ivana Iza, Laila Vieira e Bruce Gomlevsky.
É o 20º e último filme de Diegues, que faleceu antes do lançamento. Tem estreia prevista para 11 de dezembro de 2025.

## Sinopse
O filme se passa 20 anos dos acontecimentos do filme original, em um Brasil pós-pandemia marcado pela transição política. Deus volta ao Brasil, agora em Alagoas, para tentar recuperar a esperança na humanidade. Para o diretor Cacá Diegues, Deus Ainda É Brasileiro traz um toque de crítica social, sendo um filme sobre esperança.

## Elenco
- Antônio Fagundes como Deus
- Ivana Iza como Madá
- Laila Vieira como Linda
- Otávio Müller como Carlitão
- Bruce Gomlevsky como Quinca das Mulas
- Neusa Borges

## Produção
"Eu não faria esse filme sozinho. Eu faria com os alagoanos, que é o que interessa. Então pra incentivar, estimular o cinema alagoano, a gente combinou que o filme usaria no mínimo 70% do elenco e a da equipe técnica alagoana. E o filme todo filmado aqui, com história alagoana"

—Cacá Diegues
Cacá Diegues, o diretor, nasceu em Maceió, capital do estado de Alagoas e, sempre quis fazer um filme que se passasse inteiramente no estado. O filme original, Deus É Brasileiro, foi gravado em algumas partes de Alagoas, com as filmagens percorrendo também Tocantins, Rio de Janeiro e Pernambuco. Em entrevistas, Cacá disse que nunca pensou em retornar o tema do filme, porém, após a perda de sua filha Flora Diegues, vítima de um câncer no cérebro, decidiu voltar atrás. A pandemia de coronavírus também influenciou o cineasta a retornar ao tema.
Com uma produção orçada em R$ 12 milhões de reais, teve uma parte investida pelo Governo de Alagoas. O filme contou com uma equipe de profissionais 70% alagoana, a pedido de Diegues. As atrizes alagoanas Ivana Iza e Laila Vieira participam do longa, com a primeira interpretando Madá, personagem interpretada por Paloma Duarte no filme original. As gravações do longa começaram em 7 de setembro de 2022, porém foram pausadas pois a produção precisava arrecadar cerca de R$ 700 mil reais para sua conclusão. Em dezembro de 2022 as filmagens foram finalizadas.
O primeiro teaser do filme foi lançado em 21 de novembro de 2023, tendo originalmente a data de estreia marcada para 2024, posteriormente adiada para 11 de dezembro de 2025.